# Транссахельское шоссе
Транссахельское шоссе (также применяются названия Шоссе Дакар-Нджамена и Шоссе Нджамена-Дакар) — транснациональное шоссе, построенное для улучшения и облегчения региональных отношений и торговли в Западной Африке, а именно в зоне Сахеля. Начинается на Западном побережье, в Дакаре (Сенегал). Заканчивается в Нджамене (Чад). Проходит через 7 стран и 5 столиц. Шоссе имеет номер  в Сети транс-африканских автомобильных дорог.

## Дорога и статус
Транссахельское шоссе протягивается на 4500 км, по территории Сенегала, Мали, Буркина-Фасо, Нигера, Нигерии, проходит через короткий участок на севере Камеруна и заканчивается в столице Чада, Нджамене, которая расположена почти на самой границе с Камеруном. Дорога почти полностью (за исключением около 775 км в западном Мали) имеет твердое покрытие, но некоторые участки нуждаются в ремонте или реконструируются в данный момент.

## Участки

### В Сенегале
- Дакар — Тамбакунда — 462 км, имеет покрытие, в удовлетворительном состоянии, была построена за несколько недель.

### В Мали
- Тамбакунда — Бамако, имеет две ветви:

1. более короткая, южная, через Сарайю и Киту — 825 км, около 300 км покрыты, в хорошем состоянии, требуется постройка участка около 325 км, а также покрытие участка около 180 км;
2. более длинная, северная, через Каес, Дьему и Дидьени — 910 км, имеет покрытие;

- Бамако — Сикасо через Бугуни — 462 км, покрыт до 1990 года, в удовлетворительном состоянии;
- Сикасо — граница с Буркина-Фасо — Колоко — около 45 км асфальтобетона в хорошем состоянии.

### В Буркина Фасо
От Колоко через Бобо-Диуласо, Уагадугу, Купелу и Фада-Нгурму вся дорога заасфальтирована и в хорошем состоянии, кроме 120-километрового участка возле границы с Нигером, которая была повреждена в 2003-05.

### В Камеруне
- граница с Нигерией — Мальтам, около 60 км, без покрытия, в сезон дождей непроходим, малоиспользуем.
- Мальтам — Куссери, около 25 км, покрыта, в хорошем состоянии, используется для сообщения Камеруна с Чадом.

### В Чаде
- По Чаду проходит лишь несколько километров дороги, от рек Логон и Шари до Нджамены, которая расположена на их берегу.

## Пересечения с другими транс-африканскими автомобильными маршрутами
- С  шоссе Каир-Дакар[англ.] в Дакаре
- С  транс-сахарским шоссе в Кано (Нигерия)
- С  западно-африканским береговым шоссе[англ.] в Дакаре
- С  шоссе Нджамена-Джибути в Нджамена. Обе дороги (совместно 8715 км) пересекают всю Африку с запада на восток.